# Léo Bergère
Léo Bergère (Le Pont-de-Beauvoisin, 28 de junio de 1996) es un deportista francés que compite en triatlón.
Participó en dos Juegos Olímpicos de Verano, en los años 2020 y 2024, obteniendo una medalla de bronce en París 2024, en la prueba individual.
Ganó cuatro medallas en el Campeonato Mundial de Triatlón entre los años 2020 y 2024, dos medallas de oro en el Campeonato Mundial de Triatlón por Relevos Mixtos, en los años 2019 y 2020, y tres medallas en el Campeonato Europeo de Triatlón, en los años 2019 y 2022.
Además, obtuvo una medalla de bronce en el Campeonato Mundial de Triatlón de Velocidad de 2022.

## Palmarés internacional
| Juegos Olímpicos                      | Juegos Olímpicos      | Juegos Olímpicos  | Juegos Olímpicos |
| Año                                   | Lugar                 | Medalla           | Prueba           |
| ------------------------------------- | --------------------- | ----------------- | ---------------- |
| 2024                                  | París (Francia)       | Medalla de bronce | Individual       |
| Campeonato Mundial                    |                       |                   |                  |
| Año                                   | Lugar                 | Medalla           | Prueba           |
| 2020                                  | Hamburgo (Alemania)   | Medalla de bronce | Individual       |
| 2022                                  | Abu Dabi ( EAU)       | Medalla de oro    | Individual       |
| 2023                                  | Pontevedra (España)   | Medalla de bronce | Individual       |
| 2024                                  | Torremolinos (España) | Medalla de plata  | Individual       |
| Campeonato Mundial por Relevos Mixtos |                       |                   |                  |
| Año                                   | Lugar                 | Medalla           | Prueba           |
| 2019                                  | Hamburgo (Alemania)   | Medalla de oro    | Relevo mixto     |
| 2020                                  | Hamburgo (Alemania)   | Medalla de oro    | Relevo mixto     |
| Campeonato Europeo                    |                       |                   |                  |
| Año                                   | Lugar                 | Medalla           | Prueba           |
| 2019                                  | Weert (Países Bajos)  | Medalla de oro    | Relevo mixto     |
| 2022                                  | Múnich (Alemania)     | Medalla de oro    | Individual       |
| 2022                                  | Múnich (Alemania)     | Medalla de oro    | Relevo mixto     |

| Campeonato Mundial | Campeonato Mundial | Campeonato Mundial | Campeonato Mundial |
| Año                | Lugar              | Medalla            | Prueba             |
| ------------------ | ------------------ | ------------------ | ------------------ |
| 2022               | Montreal (Canadá)  | Medalla de bronce  | Individual         |